# Poteau (Oklahoma)
Poteau település az Amerikai Egyesült Államok Oklahoma államában, Le Flore megyében, melynek megyeszékhelye is. Lakosainak száma 8807 fő (2020. április 1.).

## Népesség
A település népességének változása:
| Lakosok száma | 7939 | 8520 | 8807 |
|               | 2000 | 2010 | 2020 |